# 救急救命士法
救急救命士法（きゅうきゅうきゅうめいしほう、平成3年4月23日法律第36号）は、救急救命士全般の職務・資格などに関する日本の法律である。
1991年（平成3年）8月15日に施行された。